# Дисконтиране
Дисконтирането, съкратено сконтирането или дори сконтото, във финансите е метод на анализ, оценяващ проект, компания или финансов актив като се използва концепцията за стойността на парите, при отчитане на фактора време. Това е процес, противоположен на олихвяването. Всички бъдещи притоци на пари са оценявани и дисконтирани, да дадат техните процентни стойности – сумата на всички бъдещи парични притоци, едновременно идващи и излизащи, това е нетната процентна стойност, която е взимана като стойности или цена на паричните потоци.
Съответно в банковото дело е процент, който банката удържа за себе си при изплащането на полиците, преди изтичане на техния падеж . В тесен смисъл то е възнаграждението, което се дава на вложителя-заемодател (кредитора на банката по банков влог) за използването на дадения от него заем на банката. В някои случаи се изчислява въз основа на бъдещата стойност на заеманите парични средства, а не въз основа на сегашната стойност на заема, както е при простата лихва. Това възнаграждение се нарича търговско (банково) сконто или само сконто. От гледна точка на заемодателя сконтото е приход от заема, а от гледна точка на заемополучателя сконтото е разход по заема.
Финансовата математика при определяне на дисконтираната стойност като изчисление при дисконтирането се осъществява посредством дисконтова ставка.